# Libby Stone
Libby Stone (ur. 20 lutego 1960) – australijska aktorka telewizyjna, filmowa i teatralna.
Naukę w zakresie aktorstwa rozpoczęła w 1972 w Crawford School of Film and Television w Melbourne. Następnie w latach 1976–1979 uczęszczała na studia w Curtin University w Perth.
W Australii jest popularną aktorką teatralną. Libby grała główne postacie repertuaru klasycznego i współczesnego, z szerokiej gamy zarówno ról dramatycznych i komediowych, m.in. w sztukach: Tramwaj zwany pożądaniem, Hamlet czy Machiavelli.
Na szklanym ekranie zadebiutowała w roku 1988, rolą w dramacie przygodowym A Waltz Through the Hills. Na dużym ekranie po raz pierwszy pojawiła się także w 1988 roku, w dramacie Shame.
Kilkukrotnie pojawiła się gościnnie w serialach telewizyjnych m.in.: Sąsiedzi, McGregorowie.

## Filmografia
Filmy 
- 1988: Shame jako Beryl
- 1988: A Waltz Through the Hills jako właścicielka sklepu
- 1995: What I have written jako sekretarka
- 1997: True Love and Chaos jako piosenkarka karaoke
- 1998: Przesłuchanie, (The Interview) jako pani Beecroft
- 1999: Strange Fits of Passion jako pielęgniarka
- 1999: The Missing jako pani Miller
- 2004: Josh Jarman jako pokojówka
- 2008: Punishment jako Helen
- 2009: My Year Without Sex jako matka Natalie
- 2009: 3 Acts of Murder jako Catherine Smith

 Seriale 
- 1994: McGregorowie jako plotkarka
- 1994: Sąsiedzi jako Jeannie Truman
- 2001: Something in the Air jako pani Riddell
- 1994-2002: Policjanci z Mt. Thomas jako Judie O’Connell/Gail Herbert/Denise Webb
- 2004: Stingers jako pani Jensen
- 2005: Agent X-19 jako pielęgniarka